# Groga Tardana
Groga Tardana es un cultivar de higuera de tipo higo común Ficus carica, unífera (con una sola cosecha por temporada, los higos de otoño), con higos de epidermis con color de fondo verde amarillento, y con sobre color amarillo intenso. Se cultiva en la colección de higueras de Montserrat Pons i Boscana en Llucmajor, Islas Baleares.

## Sinonimia
- “sin sinónimo”,[4][6][7]

## Historia
Actualmente la cultiva en su colección de higueras baleares Montserrat Pons i Boscana, rescatada de un ejemplar o higuera madre cultivada y ubicada en "Míner" en el término de Llucmajor, propiedad de Josep Sacarès i Mulet, rodeada de otras variedades de higueras de su colección. Esta variedad fue inscrita en el año 1992 en la "Guía de Colecciones de Recursos Genéticos Vegetales de la FAO".
La variedad 'Groga Tardana' (Groga Tardana:Amarilla Tardía, en catalán) llamada así tanto por el color de su piel como por su periodo de cosecha. La variedad es poco conocida y cultivada en las Islas Baleares.

## Características
La higuera 'Groga Tardana' es una variedad unífera de tipo higo común. Árbol de vigorosidad mediana, copa esparcida y de ramaje muy estirado con las ramas  tanto primarias como secundarias que cuelgan llegando hasta el suelo, con nula emisión de rebrotes. Sus hojas son de 5 lóbulos en su mayoría, y pocas de 3 lóbulos. Sus hojas con dientes presentes márgenes ondulados. 'Groga Tardana' tiene poco desprendimiento de higos, con un rendimiento productivo elevado y periodo de cosecha mediano. La yema apical cónica de color verde amarillento.
Los frutos de la higuera 'Groga Tardana' son higos de un tamaño de longitud x anchura:48 x 52mm, con forma piriforme, que presentan unos frutos grandes, simétricos en la forma, uniformes en las dimensiones, de unos 36,460 gramos en promedio, cuya epidermis es de un grosor mediano, de consistencia media y fina al tacto, color de fondo verde amarillento, y con sobre color amarillo intenso. Ostiolo de 3 a 5 mm con escamas pequeñas rosadas. Pedúnculo de 10 a 15 mm cónico verde claro. Grietas reticulares finas. Costillas poco marcadas. Con un ºBrix (grado de azúcar) de 18 de sabor poco dulce aunque meloso y jugoso, con color de la pulpa rojo blanquecino. Con cavidad interna grande, con pocos aquenios pequeños. Los frutos maduran con un inicio de maduración de los higos sobre el 15 de septiembre al 2 de noviembre. Cosecha con rendimiento productivo elevado y periodo de cosecha mediano tardío.
Se usa en seco en alimentación humana, también en alimentación animal en ganado porcino y ovino. Difícil abscisión del pedúnculo y con facilidad de pelado. Mediana resistencia a las lluvias y rocíos, a la apertura del ostiolo. Resistente al transporte y al desprendimiento.

## Cultivo
'Groga Tardana', se utiliza en seco en humanos, también en alimentación animal. Se está tratando de recuperar de ejemplares cultivados en la colección de higueras baleares de Montserrat Pons i Boscana en Llucmajor.